# Барбијано (Равена)
Барбијано (итал. Barbiano) је насеље у Италији у округу Равена, региону Емилија-Ромања.
Према процени из 2011. у насељу је живело 1329 становника. Насеље се налази на надморској висини од 18 м.